# مايك ألتيري
مايك ألتيري (بالإنجليزية: Mike Altieri)‏ مواليد 14 أبريل 1973 في بنسيلفانيا، الولايات المتحدة، هو ممثل ومنتج أمريكي بدأ مسيرته الفنية عام 1988.

## الأعمال
- أيام حياتنا
- الكنز الوطني: كتاب الأسرار

## وصلات خارجية
- مايك ألتيري على موقع IMDb (الإنجليزية)